# Latarsha Rose
Latarsha Rose es una actriz estadounidense de cine y televisión, conocida por su papel de Portia en la película de 2012 Los juegos del hambre.

## Primeros años
Rose es de Brooklyn, Nueva York, y asistió a la Universidad de Georgetown. Participó en producciones teatrales durante varios años, antes de formar parte del programa The It Factor de Bravo en 2002. Este programa la seguía a ella y a otros 11 aspirantes mientras «intentaban tener éxito en el negocio del entretenimiento».

## Trayectoria
Rose ha participado en series de televisión como Law & Order, CSI: NY, Bones, CSI: Miami, All My Children, y The Cape, además de papeles recurrentes en las series Windfall y Swingtown. En 2012, Rose interpretó a Portia, la estilista de Peeta Mellark, en Los juegos del hambre. Rose participará en la serie de televisión de BET Being Mary Jane, cuyo debut está planeado para 2014, como la doctora Lisa Hudson.
En un artículo de 2002, Time Magazine usó sus hoyuelos como un ejemplo de cómo algunos actores son elegidos por sus rasgos físicos.